# 16 de diciembre
El 16 de diciembre es el 350.º (tricentésimo quincuagésimo) día del año en el calendario gregoriano y el 351.º en los años bisiestos. Quedan 15 días para finalizar el año.

## Acontecimientos
- 755: en China, el general An Lushan inicia la Rebelión An-Shi en contra de la Dinastía Tang. El conflicto será uno de los más destructivos de la historia china.[1]
- 1431: en el marco de la Guerra de los Cien años; Enrique VI de Inglaterra es coronado como Rey de Francia en Notre-Dame.[2]
- 1470: en Cataluña, Juan de Calabria es nombrado lugarteniente en sustitución del fallecido Juan de Lorena, su padre.
- 1497: Vasco da Gama pasa por el Gran Río Fish, donde Bartolomé Díaz había regresado previamente a Portugal.
- 1575: en Valdivia (Chile), a las 14:30 (hora local), sucede un terremoto de magnitud 8,5 en la escala sismológica de Richter, con un saldo de 200 muertos.
- 1598: la coalición Chino-Coreana vence a Japón en la Batalla de Noryang. El último barco japonés abandona Corea el 24 de diciembre, terminando definitivamente con la Guerra Imjin.
- 1602: en México, Sebastián Vizcaíno es el primer europeo que arriba a la bahía de Monterrey, en la que funda el puerto del mismo nombre.
- 1617: se crea la Gobernación del Paraguay en Sudamérica, por Cédula Real de Felipe II.
- 1653: comienza el Protectorado de Oliver Cromwell en Inglaterra, Escocia e Irlanda.
- 1698: en Inglaterra, el parlamento publica la Declaración de Derechos (Bill of Rights)
- 1702: en España, Felipe V regresa a Madrid dada la creciente amenaza aliada y los problemas internos de la Corona.
- 1740: en la actual Polonia, el rey prusiano Federico II el Grande invade Silesia (en esa época parte del Imperio austriaco), lo que inicia la guerra de sucesión austríaca.
- 1773: en Boston (Estados Unidos), un grupo de colonos disfrazados de indios mohawk escalan los navíos británicos cargados de cajas de té y las arrojan al mar, lo que supone el inicio de la guerra de Independencia de Estados Unidos.
- 1811: en Nueva Madrid (Estados Unidos, 36°36′N 89°36′O / 36.600, -89.600), un violentísimo terremoto de magnitud 8,1 cambia varios cursos del cauce del río Misisipi.
- 1815: Juan VI de Portugal firma el decreto de la creación del Reino Unido de Portugal, Brasil y Algarve.
- 1835: en Nueva York (Estados Unidos), un gran incendio destruye 635 edificios del barrio de Manhattan.
- 1837: en España, Narciso Heredia y Begines de los Ríos es nombrado presidente del gobierno.
- 1857: en Nápoles (Italia), un terremoto de magnitud 6,9 en la escala sismológica de Richter causa la muerte de más de 11 000 personas.
- 1873: En España, el cabecilla del Cantón de Cartagena, Roque Barcia, envía una carta al embajador estadounidense solicitándole al presidente Grant la anexión de Cartagena a los Estados Unidos con el propósito de que el gobierno central cesara el bombardeo a la ciudad.
- 1877: en Barcelona (España) se realiza la primera comunicación telefónica en ese país.
- 1899: en Milán, Italia se funda la Associazione Calcio Milano.
- 1900: en Málaga (España), naufraga el buque-escuela alemán Gneisenau; perecen el comandante y varios oficiales, así como una treintena de pescadores malagueños que salieron a salvar a los náufragos.
- 1904: en el marco de la guerra ruso-japonesa, la armada japonesa se retira de Port Arthur para ir al encuentro de la flota rusa del mar Báltico.
- 1905: en San Petersburgo (Rusia) es disuelto el consejo obrero y detenidos sus miembros.
- 1914: Reino Unido convierte a la fuerza a Egipto en un «protectorado».
- 1920: en la provincia Gansu (China), un terremoto de magnitud 8,6 en la escala de Richter deja un saldo de 235 502 víctimas.
- 1935: en España se constituye el Frente Popular, liderado por Manuel Azaña y formado por republicanos, socialistas, comunistas y nacionalistas vascos.
- 1936: en México, el presidente Lázaro Cárdenas del Río (1895-1970) dispone la creación de un parque nacional de Citlaltépetl, de 19 750 ha, que engloba el cono volcánico y su área circundante, incluyendo en los municipios de Tlachichuca, Ciudad Serdán, La Perla, Mariano Escobedo y Calcahualco, entre otros, en los estados de Puebla y Veracruz.
- 1937: en Nankín (capital de la República de China entre 1912 y 1949), sucede el tercer día de la masacre de Nankín, en que ―hasta principios de febrero de 1938― los invasores japoneses asesinaron a medio millón de civiles.
- 1937: En Argentina se realiza el primer vuelo del biplano de escuela y acrobacia Focke-Wulf Fw 44 Stieglitz (I.Ae. 23), producido bajo licencia alemana en la Fábrica Militar de Aviones. Piloto: sargento Santiago S. Germanó.[3]
- 1940: en el período de la Segunda Guerra Mundial, la ciudad alemana de Mannheim, es bombardeada en una expedición aérea de 134 aviones cuyo nombre en clave era Abigail Rachel.[4]
- 1940: en el marco de la Segunda Guerra Mundial, tropas británicas llegan a Sollum, en el norte de África, así como a la Somalia italiana.
- 1940: la población civil de Mannheim (Alemania) sufre otro ataque aéreo británico.
- 1941: en Buenos Aires (Argentina) se declara el estado de sitio.
- 1942: en Birmania fracasa una ofensiva británica contra los japoneses.
- 1943: en Noruega, los aliados (Segunda Guerra Mundial) realizan ataques aéreos contra centrales de energía eléctrica y fábricas.
- 1944: en la región de Las Ardenas (entre Bélgica, Luxemburgo y Francia), el ejército alemán lanza una fuerte ofensiva para intentar frenar el avance de las tropas aliadas que no fructificó.
- 1944: Budapest queda completamente cercada por tropas soviéticas.
- 1945: en Londres se reúnen los ministros de Asuntos Exteriores británico, estadounidense y soviético para acordar las condiciones de paz con los antiguos países integrantes del Eje.
- 1948: Camboya se independiza de la Unión Francesa.
- 1948: en Bolivia, se crea la provincia Ángel Sandoval en el departamento de Santa Cruz, en honor al Dr. Ángel Sandoval Peña.
- 1953: el piloto estadounidense Charles E. Yeager, a bordo del avión Bell X-1A, alcanza dos veces y media la velocidad del sonido.
- 1954: se funda el Teatro Circular de Montevideo.
- 1957: Estados Unidos lanza el primer misil intercontinental estadounidense, el Atlas.
- 1958: en Bogotá (Colombia), un incendio del Almacén Vida deja 88 muertos.
- 1960: colisión aérea sobre Nueva York.
- 1965: en las Naciones Unidas (Nueva York) se vota la Resolución 2072 (XX), en la que se insta al Gobierno de España como potencia administradora, a descolonizar los territorios de Ifni y Sahara español.
- 1965: en un pozo a 260 metros bajo tierra, en el área U2al del Sitio de pruebas atómicas de Nevada (a unos 100 km al noroeste de la ciudad de Las Vegas), a las 7:39 (hora local) Estados Unidos detona su bomba atómica Emerson, de 3 kilotones. Cuatro horas después (a las 11:15), a 500 m de profundidad, detona la bomba Buff, de 51 kt. Media hora después, en tres pozos separados, a 180, 150 y 0 metros de profundidad, en el área U3, a las 12:00 (hora local), Estados Unidos detona simultáneamente sus bombas atómicas Parrot, Cassowary-1 y Hoopoe-2 (de 1.3, menos de 20 y menos de 20 kilotones respectivamente). 10 minutos después, a 152 m de profundidad detona la bomba Mudpack, de 2,7 kt. Son las bombas n.º 398 a 401, y 441 y 442 de las 1132 que Estados Unidos detonó entre 1945 y 1992.
- 1966: en Nueva York (Estados Unidos), la Asamblea General de las Naciones Unidas adopta los Pactos de Nueva York
- 1966: en Nueva York, la Asamblea General de las Naciones Unidas adopta el Pacto Internacional de Derechos Civiles y Políticos y Pacto Internacional de Derechos Económicos, Sociales y Culturales.
- 1989: en Rumania comienza el golpe de Estado de 1989.
- 1991: Kazajistán se separa de la Unión Soviética.
- 1993: en Santiago de Chile Paul McCartney hace por primera vez un concierto en dicho país, siendo el primero del cuarteto en estar en Chile.
- 1993: en la ciudad de Santiago del Estero (Argentina) se desata una revolución popular conocida como el Santiagueñazo en contra de las medidas económicas neoliberales del Gobierno del presidente Carlos Menem.
- 1993: en Nueva Orleans (Estados Unidos), el guardián del acuario municipal ve lanzarse al río Misisipi a una mujer con las mismas características que Ylenia Carrisi (23), la hija mayor del cantante italiano Al Bano y la actriz estadounidense Romina Power. La desaparición se conocerá recién el 31 de diciembre. Nunca más se sabrá de ella.[5]
- 1997: en Japón 685 niños son hospitalizados, víctimas de ataques epilépticos, por haber presenciado el episodio de Pókemon Dennō Senshi Porygon, ya que el cambio rápido entre los colores rojo y azul en una escena les provocó convulsiones que dieron lugar a una epilepsia fotosensitiva.[6][7][8]
- 1999: en Venezuela, segundo día de las intensas lluvias que dejan centenares de muertos, en lo que se llamó la Tragedia de Vargas.
- 2000: se apaga el último reactor en funcionamiento  en la Central nuclear de Chernóbil, Ucrania.
- 2002: en Lusaka (Zambia) se firma el Acuerdo de Lusaka, que establece las bases del proceso de paz que finalizarían la segunda guerra del Congo
- 2004: en París (Francia), la BIE (Oficina Internacional de Exposiciones), proclama a Zaragoza (España) como sede de la Exposición Internacional del 2008 tras imponerse a Tesalónica (Grecia) y a Trieste (Italia) en segunda votación.
- 2006: desde la isla Wallops (Virginia), Estados Unidos lanza su nanosatélite biológico Genesat 1, de 6,8 kg.
- 2016: Bon Jovi publica su tercer álbum en vivo This House Is Not For Sale: Live From The London Palladium.
- 2017: en Cochabamba (Bolivia), el presidente del Estado Plurinacional Evo Morales en frente de una concentración de cientos de miles de personas, confirma de forma oficial su postulación a una tercera reelección al mandato del país (el segundo en las leyes del Estado Plurinacional).
- 2021: Se publica Five Nights at Freddy's: Security Breach (FNaF 9) el noveno juego de la franquicia.
- 2021: El tifón Rai (conocido en Filipinas como Tifón Odette) toca tierra en Filipinas, equivalente a un huracán de categoría 5, causa la muerte de 408 personas, la evacuación de 400,000 personas y devasta las provincias de Bohol, Guimarás y Cebú.
- 2023: En Argentina, una tormenta generalizada en casi todo el país genera destrozos sin precedentes. En Bahía Blanca fallecieron 13 personas y en el área metropolitana de Buenos Aires sucumbieron construcciones producto a fuertes ráfagas de viento y un conjunto de pequeños tornados. La tormenta también generó consecuencias en Uruguay, donde se registraron víctimas fatales.[9][10][11][12]
- 2023: En México, se emite por última vez el programa de entrevista Aquí Nos Tocó Vivir con Cristina Pacheco, después de emitirse ininterrumpidamente durante 45 años.

## Nacimientos
- 1364: Manuel III de Trebisonda, emperador bizantino (f. 1417).
- 1485: Catalina de Aragón, infanta de Castilla y de Aragón y reina consorte inglesa (f. 1536).
- 1714: George Whitefield, líder metodista británico (f. 1770).

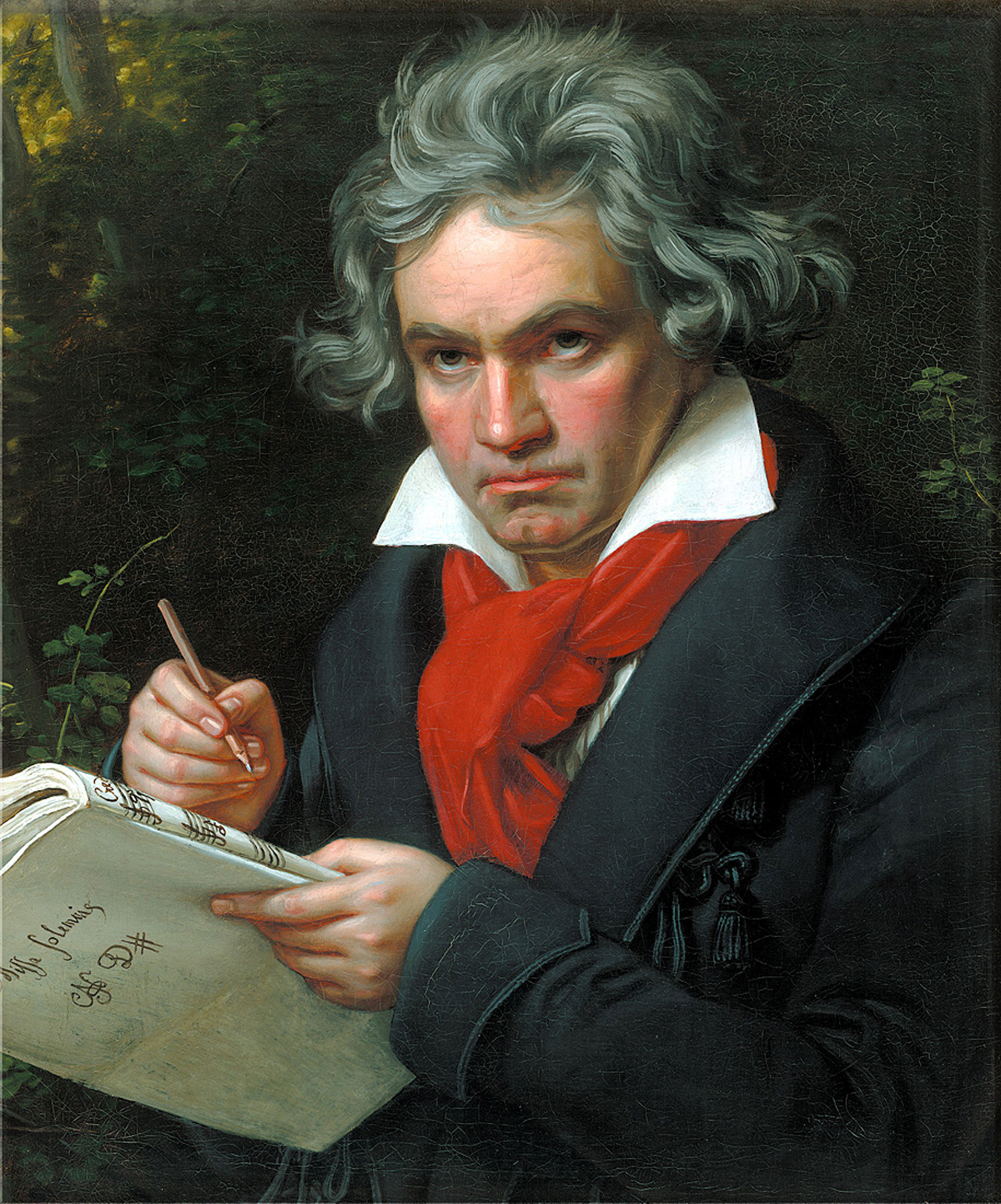
Ludwig van Beethoven

- 1770: Ludwig van Beethoven, compositor, director de orquesta y pianista alemán (f. 1827).
- 1775: Jane Austen, escritora británica (f. 1817).
- 1775: François Adrien Boïeldieu, músico y compositor francés (f. 1834).
- 1790: Leopoldo I, rey belga (f. 1865).
- 1805: Isidore Geoffroy Saint-Hilaire, zoólogo francés (f. 1861).
- 1811: Juan Manuel Pintos, autor de A Gaita Gallega (f. 1876).
- 1847: Augusta Holmès, compositora francesa (f. 1903).
- 1857: Edward Emerson Barnard, astrónomo estadounidense (f. 1923).
- 1860: Andrés de Santa María, pintor colombiano (f. 1945).
- 1863: George Santayana, filósofo, novelista y poeta español (f. 1952).
- 1865: Olavo Bilac, político y poeta brasileño (f. 1918).
- 1866: Vasili Kandinski, pintor ruso (f. 1944).[13]
- 1867: Amy Carmichael, misionara y filantrópica indiana (f. 1951).
- 1871: Manuel Fernández Silvestre, militar español (f. 1921).
- 1872: Anton Ivanovich Denikin, militar ruso (f. 1947).
- 1876: Rodolphe Seeldrayers, dirigente futbolístico belga (f. 1955).
- 1878: Josep Clarà, escultor español (f. 1958).
- 1882: Zoltán Kodály, compositor húngaro (f. 1967).
- 1883: Max Linder, actor de cine mudo francés (f. 1925).
- 1884: Julio Camba, periodista y escritor español (f. 1962).
- 1888: Alejandro I, rey yugoslavo (f. 1934).
- 1888: Alphonse Juin, general francés (f. 1967).
- 1889: Ted Wilde, cineasta estadounidense (f. 1929).
- 1899: Noel Coward, compositor y dramaturgo británico (f. 1973).
- 1899: José Entrecanales Ibarra, ingeniero y empresario español (f. 1990).
- 1901: Margaret Mead, antropóloga estadounidense (f. 1978).
- 1901: Iván Grishin, oficial militar soviético (f. 1951).
- 1902: Rafael Alberti, poeta español (f. 1999).
- 1902: Ryu Gwansun, activista coreana (f. 1920).
- 1905: Arturo García Buhr, actor argentino (f. 1995).
- 1906: Martí Ventolrà, futbolista español (f. 1977).
- 1907: Barbara Kent, actriz canadiense (f. 2011).
- 1908: Remedios Varo, pintora hispanomexicana (f. 1963).
- 1910: Egill Jacobsen, pintor danés (f. 1998).
- 1911: Dolores Medio, escritora española (f. 1996).
- 1915: Gueorgui Svirídov, compositor neorromántico ruso (f. 1998).
- 1917: Arthur C. Clarke, escritor británico (f. 2008).
- 1920: Les Leston, piloto de carreras británico (f. 2012).
- 1921: Eulalio González, actor y cantante mexicano (f. 2003).
- 1922: Nelson García Otero, jurista uruguayo (f. 2011).
- 1926: Mauricio Garcés, actor mexicano (f. 1989).
- 1926: James McCracken, tenor estadounidense (f. 1988).
- 1926: Arthur Robinson, abogado y político trinitense (f. 2014).
- 1928: Philip K. Dick, escritor estadounidense (f. 1982).
- 1929: Nicholas Courtney, actor británico (f. 2011).
- 1929: Jaime Serfaty Laredo, industrial y poeta español (f. 2003).
- 1932: Rodión Shchedrín, compositor ruso.
- 1934: Rodolfo Llinás, científico y neurofisiólogo colombiano.
- 1934: Pablo Sorozábal Serrano, compositor, escritor y traductor español (f. 2007).
- 1936: Regina Betancourt de Liska, mentalista practicante del esoterismo y expolítica colombiana.
- 1937: Edward Ruscha, artista estadounidense.
- 1937: Ciro Durán, director y cineasta colombiano (f. 2022).
- 1938: Liv Ullmann, actriz noruega.
- 1939: Philip Langridge, tenor británico (f. 2010).
- 1940: Jesús Sancho Rof, político y catedrático español.
- 1941: Juan Abelló, empresario español.
- 1943: Steven Bochco, cineasta estadounidense (f. 2018).
- 1944: Efraín Aguilar, actor, director y escritor peruano.
- 1946: Benny Andersson, músico y cantante sueco, de la banda ABBA.
- 1946: Trevor Pinnock, director de orquesta y clavecinista británico.
- 1946: Juan Bautista Yofre, periodista, escritor y político argentino.
- 1947: Vincent Matthews, atleta estadounidense.
- 1948: María Lucía Mott, historiadora brasileña (f. 2011).
- 1948: Pepín Tre, compositor y humorista español.
- 1949: Billy Gibbons, músico estadounidense, de la banda ZZ Top.
- 1949: Alejandro Horowicz, ensayista, periodista, doctor en ciencias sociales y profesor universitario argentino.
- 1950: Roy Schuiten, ciclista neerlandés (f. 2006).
- 1950: Les Parsons, futbolista y entrenador canadiense.
- 1951: Adriana Aguirre, actriz y vedette argentina.
- 1951: Robben Ford, guitarrista estadounidense.
- 1952: Manuel Barrueco, guitarrista cubano-estadounidense.
- 1952: Jorge Luis Pinto, entrenador colombiano de fútbol.
- 1953: Héctor Timerman, diplomático y político argentino (f. 2018).
- 1955: Xander Berkeley, actor estadounidense.
- 1957: Antonio Vega, músico español (f. 2009).
- 1958: Rody Aragón, payaso, humorista y presentador.
- 1959: Ana Miralles, dibujante e historietista española.
- 1961: Bill Hicks, comediante estadounidense (f. 1994).
- 1961: Jon Tenney, actor estadounidense.
- 1963: Benjamin Bratt, actor estadounidense.
- 1963: James Mangold, cineasta estadounidense.
- 1964: Heike Drechsler, atleta alemana.
- 1965: J. B. Smoove, actor estadounidense.
- 1966: Dennis Wise, futbolista británico.
- 1966: Clifford Robinson, baloncestista estadounidense (f. 2020).
- 1967: Donovan Bailey, atleta jamaico-canadiense.
- 1969: Sergi Pedrerol, waterpolista español.
- 1969: Adam Riess, astrofísico estadounidense.
- 1971: Alix Bauer, cantante mexicana, del grupo vocal Timbiriche.
- 1971: Paul van Dyk, músico y DJ alemán.
- 1972: Željko Kalac, futbolista australiano.
- 1973: Mariza, cantante portuguesa.
- 1973: Scott Storch, productor musical canadiense.
- 1974: Ricardo Fastlicht, actor mexicano.
- 1975: Benjamín Kowalewicz, cantante canadiense, de la banda Billy Talent.
- 1976: Mihai Trăistariu, músico y cantante rumano.
- 1977: Juan Gómez-Jurado, escritor y periodista español.
- 1979: Jon Huber, luchador profesional estadounidense (f. 2020).
- 1981: Látex Diamond, rapero español.
- 1981: Kearran Giovanni, actriz estadounidense.
- 1981: Alphonse Leweck, futbolista luxemburgués.
- 1981: Gaby Moreno, cantautora y guitarrista guatemalteca.
- 1981: Krysten Ritter, actriz estadounidense.
- 1981: Joshua Rose, futbolista australiano.
- 1981: Gareth Williams, futbolista británico.
- 1982: Anna Sedokova, modelo y cantante ucraniana.
- 1983: Andrés Wiese, actor peruano.
- 1983: Kelenna Azubuike, baloncestista británico.
- 1984: Theo James, actor y cantante británico.
- 1985: Amanda Setton, actriz estadounidense.
- 1986: Alcides Escobar, beisbolista venezolano.
- 1986: Andrés Fernández Moreno, futbolista (portero) español.
- 1987: Mame Biram Diouf, futbolista senegalés.
- 1987: Hallee Hirsh, actriz estadounidense.
- 1987: Alejandro Martinuccio, futbolista argentino.
- 1987: Kris Rain Man Trindl, diyéi estadounidense, exmiembro (expulsado) de la banda Krewella.
- 1988: Mats Hummels, futbolista alemán.
- 1988: Park Seo-joon, actor surcoreano
- 1988: Anna Popplewell, actriz británica.
- 1989: Lee Biran, cantante, actor y compositor israelí.
- 1991: Ignacio Solís, futbolista costarricense.
- 1992: Lieke Martens, futbolista neerlandesa.
- 1993: Cazzu, cantante argentina.
- 1996: Sergio Reguilón, futbolista español.
- 1997: Zara Larsson, cantante sueca.
- 1999: Magomed-Shapi Suleymanov, futbolista ruso.

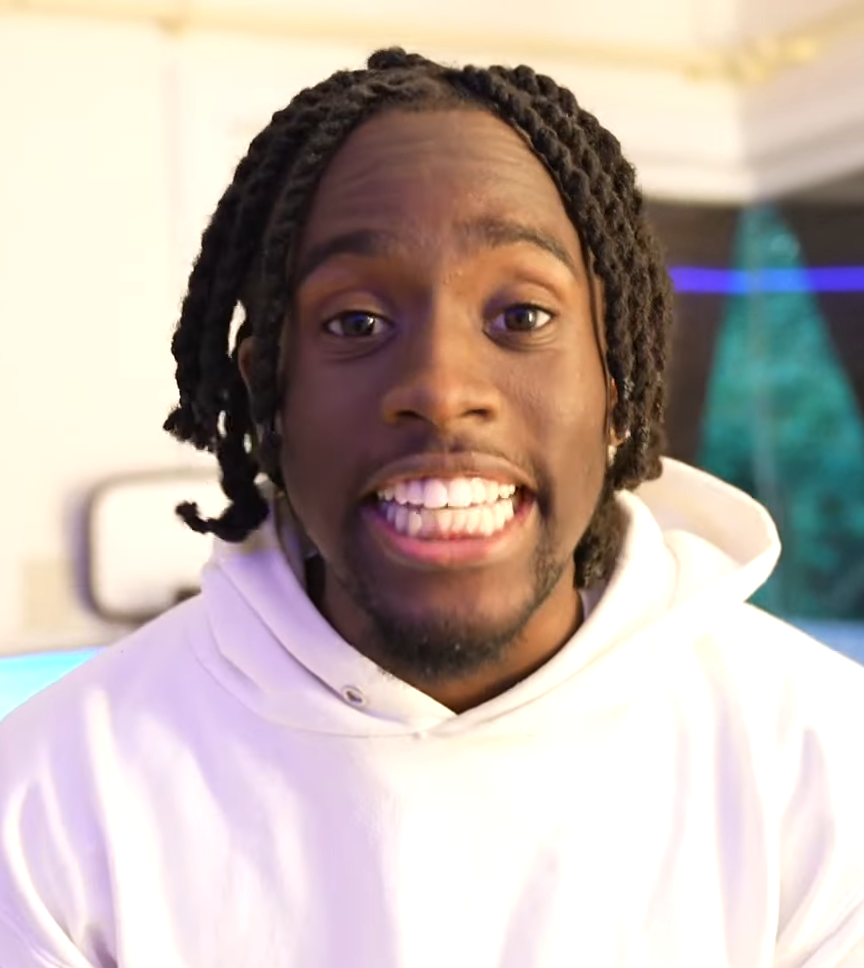
Kai Cenat

- 2001: Kai Cenat, youtuber estadounidense.

## Fallecimientos
- 705: Wu Zetian, emperatriz china, única «emperador» de la historia china (n. 624).
- 999: Adelaida, emperatriz del Sacro Imperio (n. 928/933), canonizada por la Iglesia católica.
- 1316: Öljeitü, khan persa (n. 1280).
- 1542: Jacobo V, rey escocés entre 1513 y 1542 (n. 1512).
- 1672: Juan II Casimiro Vasa, rey polaco (n. 1609).
- 1687: William Petty, médico, economista y estadístico británico (n. 1623).
- 1729: Pedro de Fajardo, religioso español (n. 1664).
- 1744: María Ana de Austria, princesa alemana (n. 1718).
- 1774: François Quesnay, economista francés (n. 1694).
- 1783: Johann Adolph Hasse, compositor alemán (n. 1699).
- 1816: Joseph Franz von Lobkowitz, músico y mecenas alemán (n. 1772).
- 1845: Pedro Sainz de Baranda y Borreiro, marino mexicano (n. 1787).
- 1853: Álvaro Flórez Estrada, político y economista español (n. 1765).
- 1859: Wilhelm Grimm, lingüista y mitólogo alemán (n. 1786).
- 1877: Pedro León Gallo Goyenechea, político chileno (n. 1830).
- 1897: Alphonse Daudet, escritor francés (n. 1840).
- 1898. Pável Tretiakov, empresario ruso (n. 1832).
- 1913: Mariano Rampolla del Tindaro, sacerdote italiano (n. 1843).
- 1919: Luigi Illica, libretista de óperas italiano (n. 1857).
- 1921: Camille Saint-Saëns, compositor francés (n. 1835).
- 1922: Eliezer Ben Yehuda, filólogo y gramático israelí de origen ruso (n. 1858).
- 1933: Robert William Chambers, escritor estadounidense (n. 1865).
- 1935: Thelma Todd, actriz estadounidense (n. 1905).
- 1939: Juan Demóstenes Arosemena, político y escritor panameño (n. 1879).
- 1941: Alain Gerbault, navegante francés (n. 1893).
- 1944: Antonio I. Villarreal, revolucionario mexicano (n. 1879).
- 1965: Somerset Maugham, escritor británico (n. 1874).
- 1965: Tito Schipa, tenor italiano (n. 1888).
- 1965: Carlota Tupou III, reina de Tonga (n. 1900).
- 1971: Santiago Salvat Espasa, editor español (n. 1891).
- 1980: Coronel Sanders, coronel y empresario estadounidense, fundador de Kentucky Fried Chicken (n. 1890).
- 1981: Manuel Sanchís Guarner, filólogo, historiador y escritor español (n. 1911).
- 1982: Colin Chapman, fabricante de automóviles e ingeniero británico (n. 1928).
- 1985: Quim Sànchez i Núñez, terrorista español de Terra Lliure (n. 1963).
- 1988: Miguel Sancho Izquierdo, catedrático de Derecho y rector de la Universidad de Zaragoza (n. 1890).
- 1989: Oscar Alfredo Gálvez, piloto de carreras argentino (n. 1913).
- 1989: Silvana Mangano, actriz italiana (n. 1930).
- 1989: Aileen Pringle, actriz estadounidense (n. 1895).
- 1989: Gianni Poggi, tenor italiano (n. 1921).
- 1989: Lee Van Cleef, actor estadounidense (n. 1925).
- 1991: Pier Vittorio Tondelli, escritor italiano (n. 1955).
- 1993: Moses Gunn, actor estadounidense afrodescendiente (n. 1929).
- 1996: Dolores Medio, escritora española (n. 1911).
- 2000: Blue Demon, luchador profesional mexicano (n. 1922).
- 2001: Stefan Heym, escritor alemán (n. 1913).
- 2003: Hugo Moser, autor y guionista argentino (n. 1926)
- 2006: Enric Arredondo, actor español (n. 1940).
- 2006: Pastor Serrador, actor argentino afincado en España (n. 1919).
- 2009: Marcos Arturo Beltrán-Leyva, narcotraficante mexicano (n. 1961).
- 2009: Manuel Ocampo, bailarín, coreógrafo y docente guatemalteco (n. 1931).
- 2009: Roy E. Disney, empresario estadounidense e hijo de Roy O. Disney (n. 1930).
- 2010: Marisela Escobedo Ortiz, activista social mexicana (n. 1958); asesinada.[14]
- 2011: Manuel Jalón Corominas, militar, ingeniero, inventor y escritor español, inventor de la fregona y la aguja hipodérmica desechable (n. 1925).
- 2011: Bob Brookmeyer, músico estadounidense (n. 1929).
- 2011: Bonifacio Alfonso, pintor y grabador español (n. 1933).
- 2013: Lolita Sevilla, cantante y actriz española (n. 1935).
- 2013: Michiaki Takahashi, virólogo japonés, creador de la primera vacuna contra la varicela (n. 1928).
- 2018: Ismael Sánchez Bella, catedrático emérito español de Historia del Derecho (n. 1922).
- 2020: Flavio Cotti, político suizo, presidente de Suiza en 1991 y 1998 (n. 1939).
- 2021: Lucía Hiriart, primera dama de Chile entre 1974 y 1990 (n. 1923).
- 2023:
  - Nawaf Al-Ahmad Al-Yaber Al-Sabah, noble y político kuwaití, Emir de Kuwait entre 2020 y 2023 (n. 1937).
  - Rosita Pelayo, actriz, bailarina y conductora mexicana (n. 1958).

## Celebraciones
Por países
(Por orden alfabético)
- Argentina: 
  -  Misiones: Aniversario del Liceo Naval Militar Almirante Storni.[15]
Fecha de Fundación: 16 de diciembre de 1974 (50 años).

- Bangladés: 
  - Día de la Victoria.[16]

- Baréin: 
  - Día Nacional.[17]

- España: 
  - Día de la Lectura en Andalucía.

- Estados Unidos: 
  - Día Nacional del Suéter Navideño Feo.
  - Día de Todo Cubierto de Chocolate.

- India: 
  - Día de la Victoria.

- Kazajistán: 
  - Día de la Independencia.

- México: 
  - Inicio de Posadas Mexicanas.
Fiestas populares que se celebran en México durante los nueve días antes de Navidad, del 16 al 24 de diciembre de cada año.

- Nepal: 
  - Día de la Constitución.

- Panamá: 
  - Día de la Lealtad.

- Venezuela: 
  - Día del Dibujante.

- Sudáfrica: 
  - Día de la Reconciliación.

### Santoral católico
- San Ageo, profeta.[18]
- San Eusebio de Vercelli, obispo.
- Santas vírgenes de África (480).
- San Beano de Hibernia, ermitaño.

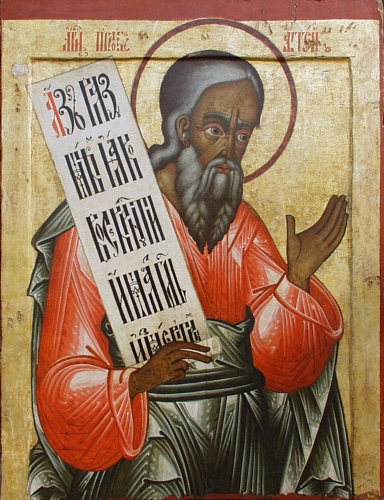
El Profeta Hageo. Ícono del primer cuarto del.
Monasterio de Kiji, República de Carelia, Federación Rusa.

- San Everardo de Cysoing, duque de Friuli (867).
- San Adón de Vienne, obispo (875).[19]
- Santa Adelaida de Selz, emperatriz (999).[20]
- San Macario de Collesano, monje (1005).
- Beato Sebastián de Madiis, presbítero (1496).
- Beata María de los Ángeles Fontanella, virgen  (1717).
- Beato Clemente Marchisio, presbítero (1903).
- Beato Honorato de Biala Podlaska Kazminsky, presbítero (1916).
- Beato Felipe Siphnog Onphitak, mártir (1940).

 Por países
(Por orden alfabético)
- Colombia  Ecuador y  Venezuela: 
  - Inicia la Novena de Aguinaldos.
La Novena de Aguinaldos es una tradición católica que se celebra en Colombia, Ecuador y Venezuela, relacionada con la festividad de Navidad. Se reza durante 9 días, desde el 16 hasta el 24 de diciembre. Es una recreación de los 9 días del viaje de José y María hasta Belén.